# Elezione imperiale del 1562

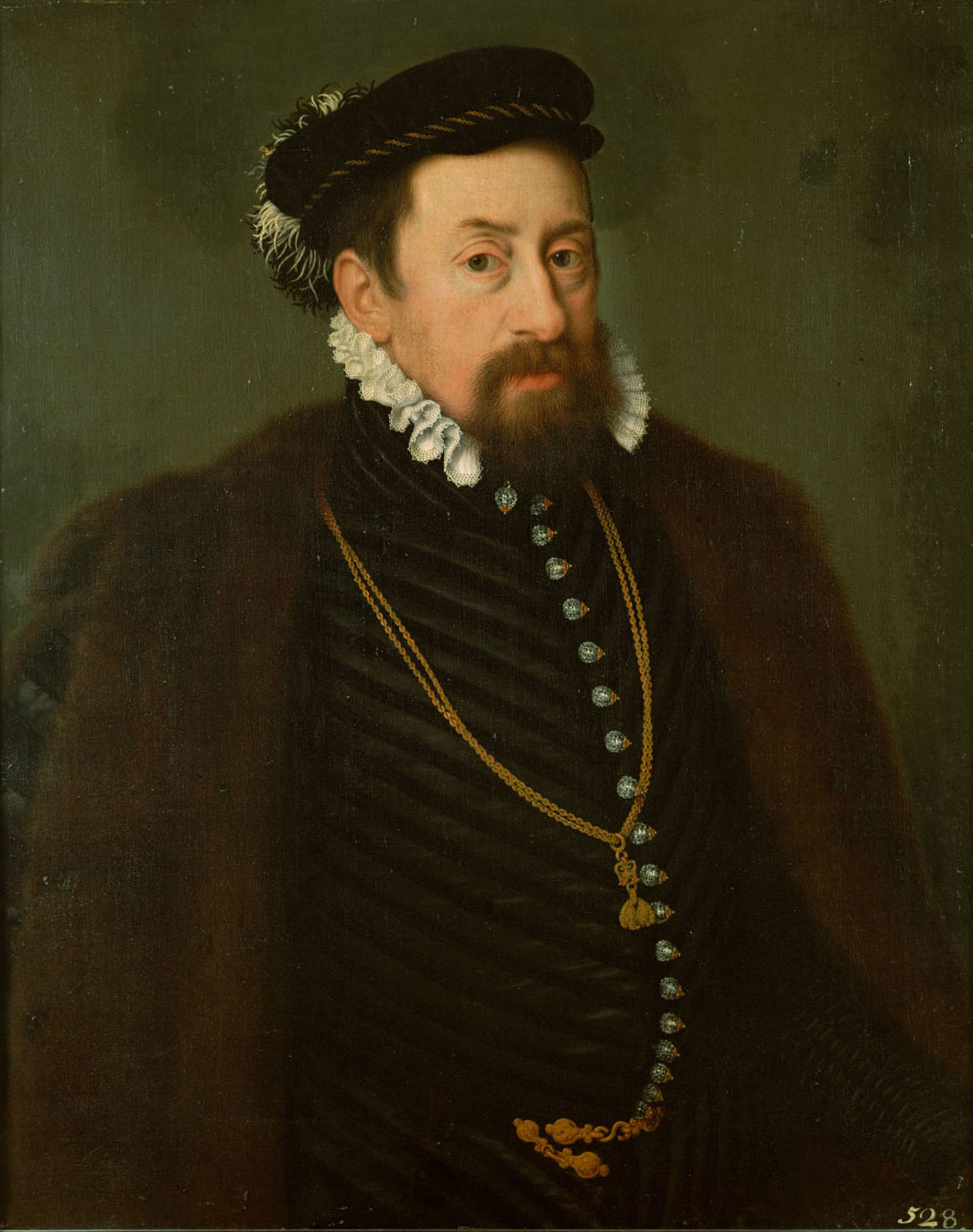
Il re dei romani Massimiliano II d'Asburgo.

L'elezione imperiale del 1562 si è svolta a Francoforte sul Meno il 28 novembre 1562.

## Contesto storico
I disordini religiosi provocati dalla riforma protestante si erano conclusi nel 1555 con la firma della pace di Augusta, che aveva reso possibile la coesistenza di cattolicesimo e luteranesimo all'interno del Sacro Romano Impero. Tre anni dopo l'imperatore Carlo V aveva abdicato e suo fratello Ferdinando gli era succeduto sul trono imperiale. Nel 1562 Ferdinando decise di convocare i principi elettori per far eleggere re dei Romani suo figlio Massimiliano, designandolo in questo modo alla successione imperiale.

## Principi elettori
| Principe elettore | Principe elettore            | Titolo elettorale        | Altri titoli                                                        | Confessione |
| ----------------- | ---------------------------- | ------------------------ | ------------------------------------------------------------------- | ----------- |
|                   | Daniel Brendel von Homburg   | Arcivescovo di Magonza   |                                                                     | Cattolico   |
|                   | Johann von der Leyen         | Arcivescovo di Treviri   |                                                                     | Cattolico   |
|                   | Friedrich IV von Wied        | Arcivescovo di Colonia   |                                                                     | Cattolico   |
|                   | Ferdinando I d'Asburgo       | Re di Boemia             | Imperatore del Sacro Romano Impero Arciduca d'Austria Re d'Ungheria | Cattolico   |
|                   | Federico III del Palatinato  | Conte Palatino del Reno  |                                                                     | Calvinista  |
|                   | Augusto I di Sassonia        | Duca di Sassonia         |                                                                     | Luterano    |
|                   | Gioacchino II di Brandeburgo | Margravio di Brandeburgo |                                                                     | Luterano    |

## Esito
Massimiliano venne eletto re dei Romani il 28 novembre 1562 e fu incoronato due giorni dopo nel Duomo di Francoforte sul Meno. Divenne imperatore alla morte del padre il 25 luglio 1564.